# برنجاسف ریجیدا
برنجاسف ریجیدا (نام علمی: Artemisia rigida) نام یک گونه از سرده درمنه است.